# Балвський край
Ба́лвський кра́й (латис. Balvu novads) — адміністративно-територіальна одиниця Латвійської Республіки. Розташований у східній частині країни, в історичному регіоні Латгалія. Адміністративний центр — Балві. Створений 2021 року. Площа — 2386,3 км². Населення — 19 015 осіб (2021). До складу краю входять 2 міста і 19 волостей.

## Історія

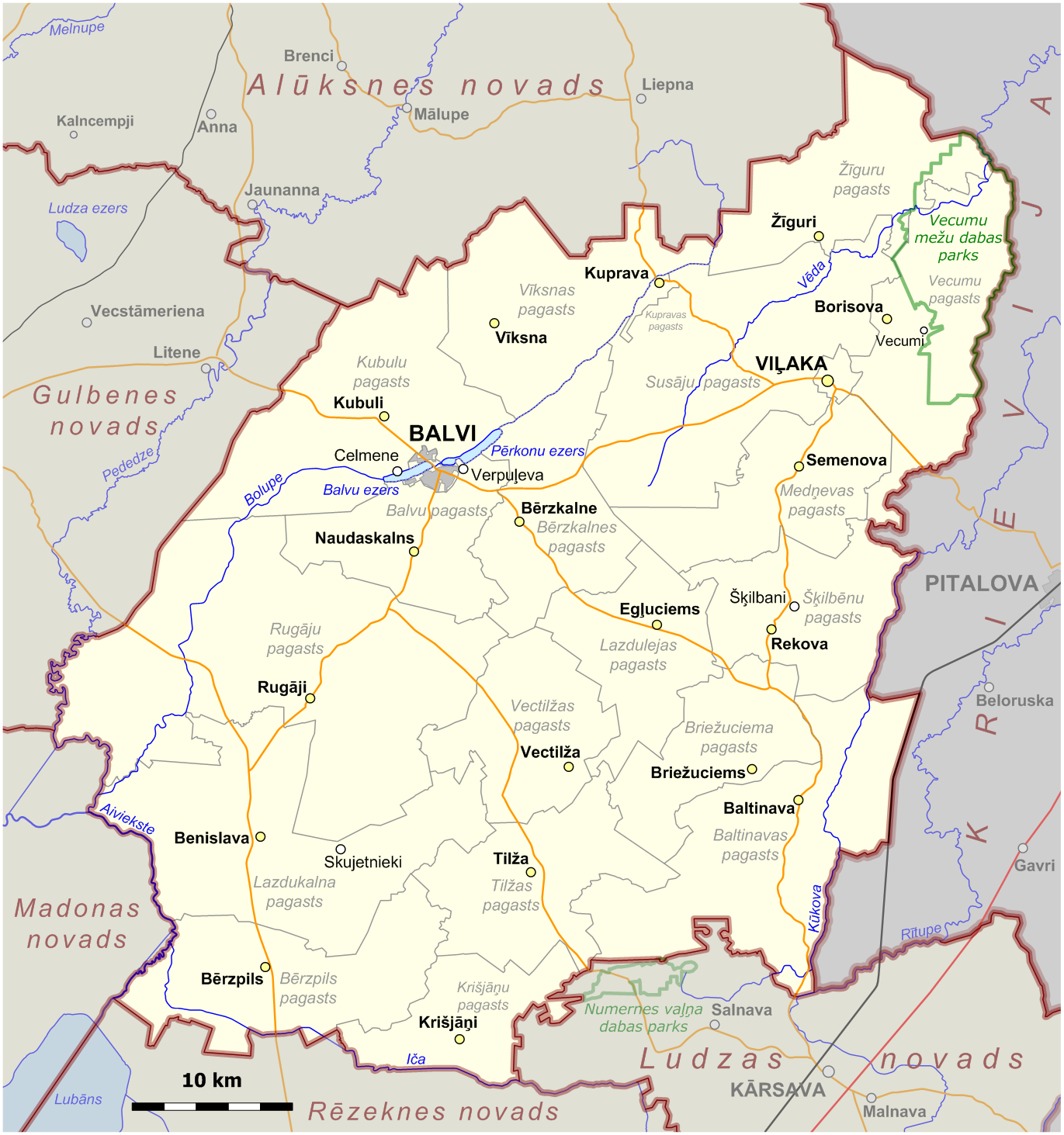

Край створений 2021 року шляхом приєднання до Балвського краю Балтінавського, Вілякського та Ругайського країв.

## Адміністративний поділ
- 2 міста: Балві та Віляка
- 19 волостей